# فرودگاه داخلی رفحا
 فرودگاه داخلی رفحا (به انگلیسی: Rafha Domestic Airport) یک فرودگاه همگانی با کد یاتا RAH است که یک باند فرود آسفالت دارد و طول باند آن ۲۹۹۷ متر است. این فرودگاه در کشور عربستان سعودی قرار دارد و در ارتفاع ۴۴۹ متری از سطح دریا واقع شده است.

## شرکت‌های هواپیمایی و مقصدهای پروازی
شرکت هواپیماییs offering scheduled passenger service:
| شرکت‌های هواپیمایی | مقصدهای پروازی          |
| ----------------- | ----------------------- |
| نسما ایرلاینز     | منطقه‌ای هائیل           |
| هواپیمایی سعودی   | ملک عبدالعزیز، ملک خالد |